# رينالدو سيزار مورايس
رينالدو سيزار مورايس (3 يناير 1997 - ) هو لاعب كرة قدم برازيلي في مركز الدفاع. لعب مع نادي بونتي بريتا.

## وصلات خارجية
- رينالدو سيزار مورايس على موقع قاعدة بيانات كرة القدم.إي يو (الإنجليزية)
- رينالدو سيزار مورايس على موقع Soccerway.com (الإنجليزية)